# Nokia Software Updater
Nokia Software Updater je aplikace pro Windows od společnosti Nokia, která umožňuje zákazníkům aktualizovat software svých mobilních telefonů (firmware) založený na platformě Series 40, nebo S60 za pomocí internetu a počítače.

## Postup aktualizace firmware
Aplikace nejdříve přečte z telefonu takzvaný "product code". Jde vlastne o označení typu telefonu. Pak na svém serveru vyhledá poslední verzi firmware s tímto produkt code. Pokud je v telefonu verze starší nebo stejná, dovolí ji přehrát. Aplikace neumí tzv. downgrade, tedy nahrát zpět starší firwmare, když je v telefonu již novější.

## Product code
Je číslo, které udává typ a variantu telefonu. Variantami jsou většinou myšleny drobné úpravy operátorů. Většina typů telefonů má tedy minimálně čtyři různá Product code (originál Nokie, verze od Vodafone, verze od O2 a verze od T-Mobile).
Jednotliví operátoři si originální fimware upravují. Většinou jde o grafické úpravy motivů, pozadí, úvodních obrazovek, a podobně. Někdy operátoři přidávají nějaké aplikace navíc. Upravené firmwary však v Nokia Software Updater u vycházejí s velkým zpožděním (někdy nevyjdou vůbec). Někteří lidé si proto mění product code na originální od Nokie (lze provést pomocí malé aplikace). Tím zajistí, že jim Nokia Software Updater stáhne nejnovější neupravenou verzi firmwaru.
Tímto způsobem však zaniká záruka! V případě potřeby je samozřejmě možné vše vrátit do původního stavu. Zmíněný downgrade (snížení na starší původní firmware) však již není tak triviální operace.